# Fritz Karmann
Fritz Andreas Karmann (* in Homburg (Saar)) ist ein deutscher Medienproduzent und Verleger. Er ist Inhaber der Karmann Medienproduktion und Verlag GmbH und realisierte zahlreiche Produktionen für öffentlich-rechtliche und private Fernsehsender. Darüber hinaus arbeitet er crossmedial im Bereich Corporate Communications für Unternehmen wie Siemens, Osram, MAN und Allianz.

## Leben und Karriere
Karmann wuchs im Saarland auf und begann seine berufliche Laufbahn im Bereich Fernsehen und Filmproduktion. Er gründete die Karmann Medienproduktion und Verlag GmbH mit Sitz in Deutschland, die auf TV-Produktionen, Dokumentationen und crossmediale Inhalte spezialisiert ist.
Er produzierte eine Vielzahl von Medienereignissen für deutsche öffentlich-rechtliche Sender wie ARD, ZDF und Arte sowie für private TV-Anstalten. Ein Schwerpunkt seiner Arbeit liegt auf hochwertigen TV-Dokumentationen zu wissenschaftlichen, kulturellen und historischen Themen.

## Produktionen (Auswahl)
- Dokumentationen über das Deutsche Museum (München)
- Produktionen über die Max-Planck-Gesellschaft
- Filme für die Fraunhofer-Gesellschaft
- TV-Dokumentation über Gustaf Gründgens

## Tätigkeiten im Corporate-Bereich
Neben Fernsehproduktionen erstellt Karmann crossmediale Inhalte für die Unternehmenskommunikation. Hierzu zählen Image- und Informationsfilme, Eventproduktionen und multimediale Kampagnen für Großunternehmen wie Siemens, Osram, MAN und Allianz.